# 阿莎·帕雷克

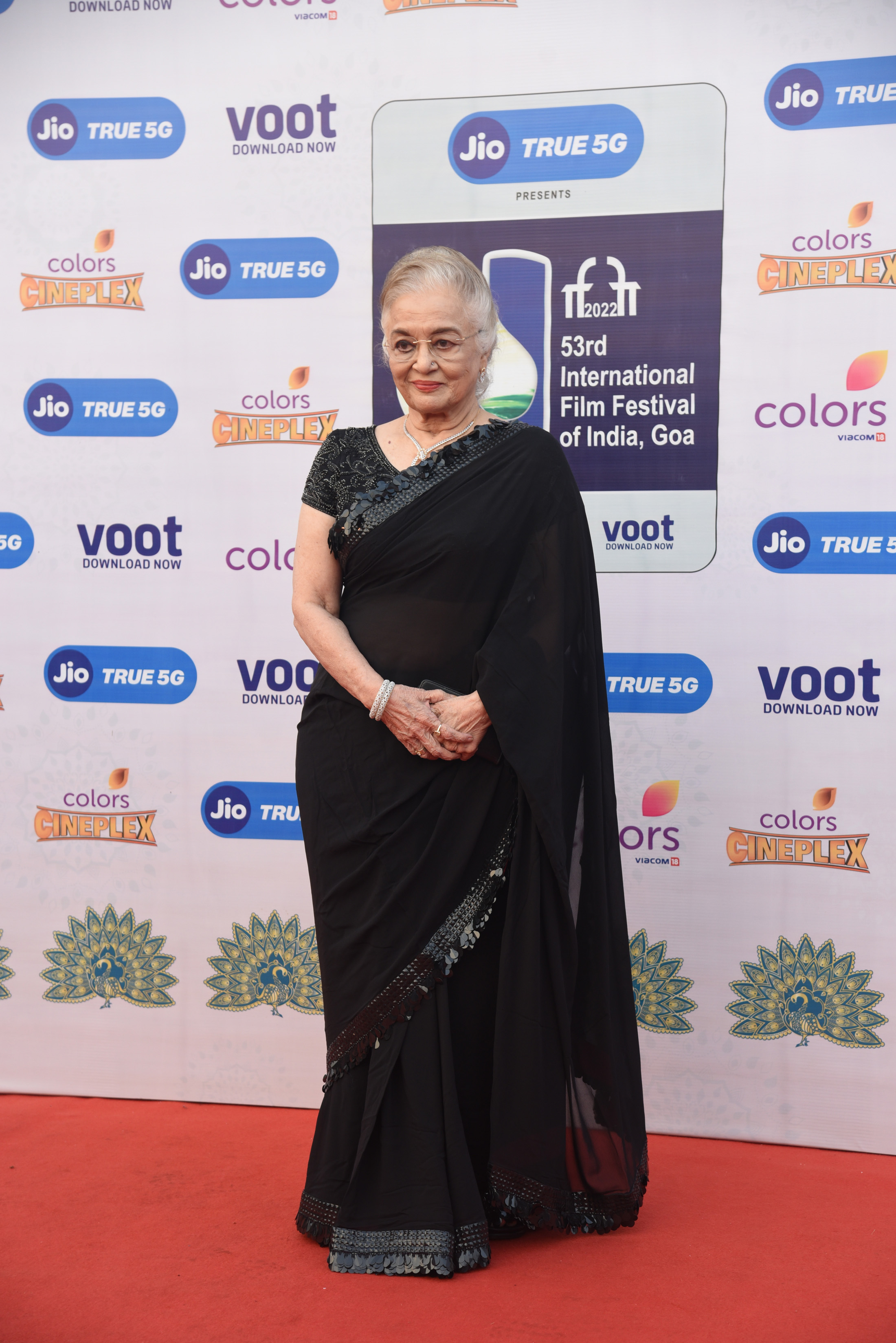
阿莎·帕雷克

阿莎·帕雷克(Asha Parekh，1942年10月2日—) 是印度女演员、电影导演和制片人，她共參與拍摄了包括大篷车在內的95部电影。  1992年，她被印度政府授予莲花士勋章，2020年獲頒达达萨赫布·法尔克奖。